# Анаферон
Анаферо́н — гомеопатическое средство с недоказанной эффективностью.
Препарат не одобрен FDA или Европейским агентством лекарственных средств. Его нет в рекомендациях Всемирной организации здравоохранения для лечения каких-либо заболеваний. Анаферон не используется в качестве лекарственного средства нигде, кроме стран бывшего СССР, Вьетнама, Мексики и Монголии
По итогам 2017 года был удостоен антипремии от Минобрнауки как самый вредный лженаучный проект, а комиссия по борьбе с лженаукой и фальсификацией научных исследований при Президиуме Российской академии наук в своём меморандуме «О лженаучности гомеопатии» относит анаферон (и ряд других препаратов компании «Материа Медика Холдинг») к «скрытой гомеопатии», поскольку производитель не информирует потребителя о том, что входящие в состав препарата вещества находятся в нём в гомеопатических дозах. 

## Позиционирование производителем
Производитель: НПФ «Материа Медика Холдинг» (Москва). Действующим веществом заявлены антитела к гамма-интерферону, однако фактически действующее вещество отсутствует, основой препарата является лактоза. Позиционируется как релиз-активный препарат, «иммуномодулятор широкого спектра действия для лечения и профилактики гриппа, ОРВИ». Несмотря на заявление производителя о том, что препарат обладает противовирусной активностью за счёт повышения общей сопротивляемости организма, его действенность невозможна ввиду де-факто отсутствия действующего вещества в таблетках. Науке также неизвестно, каким образом антитела к интерферону могли бы оказать помощь в профилактике или лечении гриппа и ОРВИ. Статистический анализ рандомизированных исследований детского анаферона не показывает наличия какого-либо значимого эффекта в лечении ОРВИ (простуды), как и ожидалось исходя из отсутствия активного вещества. Входит в стандарт Минздрава для применения среди детей при менингиальной форме клещевого энцефалита тяжёлой степени, лекарств против которого не существует, а единственным способом профилактики является вакцинация.

## Декларируемый и фактический состав
Препарат был зарегистрирован в России в 2001 году как «таблетки гомеопатические». В патенте США 8 535 664 B2, зарегистрированном в 2007 году, релиз-активные препараты, включая анаферон, также представлены авторами как гомеопатические. Впоследствии в России упоминание гомеопатии исчезло из регистрационного удостоверения, и с упаковки, и из инструкции. Уже в 2009 году понятие гомеопатия отсутствовало в описании препарата. В 2018 году Научный центр экспертизы средств медицинского применения (НЦЭСМП) Министерства здравоохранения утверждал, что «в рамках регистрационной процедуры „релиз-активные“ препараты Экспертным учреждением в настоящее время, вследствие отсутствия иного термина в законодательстве, рассматриваются в качестве гомеопатических лекарственных препаратов — на основании общности технологий их производства с последними».
Согласно инструкции по состоянию на 2017 год, действующее вещество представляет собой водно-спиртовой раствор антител к гамма-интерферону весом в 0,003 г в концентрации не более 10−15 нанограммов на грамм. В таком случае концентрация активного вещества должна составлять менее 10−26 грамм на грамм раствора. При этом масса одной молекулы антитела значительно больше, чем количество действующего вещества, содержащегося в одной таблетке анаферона согласно заявлению производителя.
Молекулярная масса иммуноглобулина класса G составляет 150 кДа, или одна молекула имеет массу порядка 2,5⋅10−19 грамма. Масса гомеопатических разведений антител, заявленная производителем, составляет 3 мг на одну таблетку. Тогда в 3 мг действующего вещества содержится 3⋅10−3 г × 10−24 = 3⋅10−27 г антител (в приближении, что действующим веществом является только разведение С12). Отношение массы антитела в таблетке к массе одной молекулы антитела даёт 3⋅10−27 ÷ 2,5⋅10−19 ~ 10−8 молекул. Таким образом, вероятность того, что в данной таблетке содержится хотя бы одна молекула действующего вещества, ничтожно мала (порядка 10−8)
Современные методы исследований не способны подтвердить или опровергнуть факт наличия настолько малых количеств вещества в препарате. Соответственно, препарат анаферон нарушает одно из требований к лекарственным препаратам — соблюдение одинаковой концентрации действующего вещества в препарате.

…несложный расчёт показывает, что одна молекула этого действующего вещества содержится в ста миллионах таблеток. Вероятно, примерно столько производит Материя Медика и столько же покупают в аптеках люди, заботящиеся о своём здоровье и здоровье своих детей.— Бюллетень «В защиту науки» № 9
Фактически анаферон представляет собой таблетированную смесь подсластителя и балластных веществ, действующее вещество в препарате отсутствует.

## Фармакологическое действие
В инструкции по применению указано, что «чувствительность современных физико-химических методов анализа (газожидкостная хроматография, высокоэффективная жидкостная хроматография, хроматомасс-спектрометрия) не позволяет оценивать содержание активных компонентов препарата анаферон в биологических жидкостях, органах и тканях, что делает технически невозможным изучение фармакокинетики».
Олег Эпштейн, возглавляющий компанию-производителя анаферона, является автором псевдонаучной концепции, в которой предполагается, что при многократных разведениях потенциально биоактивного вещества до тех пор, когда в растворе не остаётся ни одной его молекулы, от вещества отделяется нечто материальное, что способно проявлять фармакологическую активность. Такой гипотетический феномен автор назвал релиз-активностью. Статья об этой концепции была опубликована в 2017 году Российской академией медицинских наук. Несмотря на утверждения Эпштейна о том, что концепция «релиз-активности» является самостоятельной, специалистами она признана разновидностью гомеопатии. Сам Эпштейн называет анаферон релиз-активным препаратом и признаёт, что в процессе разведения активное вещество из него полностью исчезает.
Терапевтическое действие анаферона, как и всех известных гомеопатических средств, обусловлено эффектом плацебо. Создатели подобных препаратов иногда выдают свои публикации за клинические исследования, однако требований к клиническим исследованиям подобные работы не выдерживают, а теоретические обоснования механизма действия противоречат универсальным принципам и законам естествознания и лишены здравого смысла. Так, науке неизвестен способ, согласно которому антитела к интерферону могут оказать помощь в профилактике или лечении гриппа и ОРВИ.
Из-за отсутствия какого-либо активного вещества любые клинические исследования не должны были бы показывать лечебного эффекта, однако на базе восьми медицинских учреждений России в Москве, Санкт-Петербурге, Перми и Ярославле было проведено рандомизированное исследование детского анаферона, в результате которого было объявлено о положительном эффекте препарата. Итоги доступны на сайте ClinicalTrials.gov Национального института здоровья Департамента здравоохранения США и идентичны исследованиям из Государственного реестра лекарственных средств Минздрава РФ. Исследование проводилось амбулаторно, а не в стационаре, что подразумевает отсутствие у персонала какого-либо опыта в проведении РКИ. О состоянии здоровья судили по дневникам пациентов, а длительность болезни по какой-то причине измерялась в часах, несмотря на то, что замеры производились два раза в сутки. Сами исследования не удовлетворяют требованиям к проведению РКИ, поскольку не описаны процедуры рандомизации и двойного ослепления. Длительность же заболевания у обследованных детей по какой-то причине была в 2 раза ниже, чем в среднем по стране. На основе гармонизированного статистического анализа нельзя сделать вывод о наличии хоть какого-либо клинического значимого эффекта детского анаферона, как и ожидалось, исходя из отсутствия активного вещества.
Также нет доказательств какой-либо эффективности анаферона при профилактике и лечении клещевого энцефалита.

## Публикации в научных журналах
По состоянию на 2018 год препарату были посвящены 18 публикаций о его испытаниях на Medline, все публикации были написаны его разработчиками. Одна из работ коллектива авторов с участием возглавляющего компанию «Материа Медика Холдинг» Олега Эпштейна о релиз-активных формах антител к гамма-интерферону была опубликована в рецензируемом журнале PLOS One, однако она была отозвана в 2018 году из-за обеспокоенности ожидаемым отсутствием биохимически значимых антител и сомнений в достоверности системы иммуноанализа, которая была настроена таким образом, чтобы реагировать на незначительные помехи. В 2019 году была отозвана статья коллектива авторов под руководством Эпштейна, посвящённая релиз-активной форме антител в том числе к гамма-интерферону и опубликованная в рецензируемом журнале Antiviral Therapy. Ещё две работы под авторством Эпштейна, пытавшиеся продемонстрировать антивирусную активность анаферона против гриппа и риновирусов, были отозваны в 2019 году из рецензируемого журнала Antiviral Research, публикуемого компанией Elsevier. В мотивировках отзывов сообщалось, что статьи были отозваны из-за отсутствия научного обоснования у исследования, из-за дизайна экспериментов и необоснованности выводов авторов. В одном из сообщении об отзыве статьи отмечается, что гомеопатия уже давно устарела как способ лечения и не признаётся наукой. В другом указано, что в отозванной статье авторы скрыли, что это отчёт об исследовании гомеопатического препарата, и если бы в статье Эпштейна и соавторов было написано, что тестируемые препараты — гомеопатические, статья была бы отклонена сразу (авторы отозванных статей скрыли, что исследовали гомеопатические средства).

## Антитела к гамма-интерферону
В качестве активного вещества, по факту отсутствующего в составе препарата из-за гомеопатического разведения, указаны антитела к гамма-интерферону человеческому. Сами по себе они используются не для лечения вирусных инфекций, а для подавления иммунитета при лечении аутоиммунных заболеваний, в которых гамма-интерферон оказывается патогенным. Антитела к гамма-интерферону человеческому предназначены для нейтрализации гамма-интерферона. В частности, эти антитела (при внутривенном вливании) стали первым одобренным Управлением по санитарному надзору за качеством пищевых продуктов и медикаментов США средством для лечения редкого заболевания — гемофагоцитарного лимфогистиоцитоза. При этом исследования показали, что длительное лечение антителами к гамма-интерферону человеческому в больших дозировках сопровождается серьёзными побочными эффектами:
- инфекции в 56 % случаев,
- артериальная гипертензия в 41 % случаев,
- инфузионные реакции в 27 % случаев,
- жар в 24 % случаев,
- фатальные случаи в 6 % случаев из-за септического шока и желудочно-кишечных кровотечений.

Однако при пероральном приёме антител к гамма-интерферону, они, вероятнее всего, переварятся в желудке, поскольку представляют собой обычные белки.

## Рекламная кампания
Анаферон лицензирован Минздравом, поэтому его реклама вполне легальна.
По препарату ведётся обширная рекламная кампания. Так, российский физик Евгений Александров, глава комиссии РАН по борьбе с лженаукой, в интервью для The Moscow Times о разгуле псевдонауки в России признался, что однажды врач прописал ему анаферон, а после ознакомления врача с соответствующей статьёй из Википедии, тот лишь удивился обману. Письменное обращение физика о недопустимости рекламы неработающих лекарственных средств в радиостанцию Эхо Москвы, где рекламировался препарат, по его словам, осталось без ответа.
На одной из конференций по актуальным вопросам педиатрии раздавалась рекламная листовка, которая предлагала использовать анаферон в качестве экстренной профилактики клещевого энцефалита. В одной из подобных листовок было указано, что рекомендация применения при клещевом энцефалите составлена при участии ФГУ «Научно-исследовательский институт детских инфекций ФМБА» и принята Комитетом по Здравоохранению Правительства Санкт-Петербурга, Распоряжением № 154-2 от 05.04.2012. Межрегиональное общество специалистов доказательной медицины опубликовало открытое письмо от одного из питерских студентов медицинского факультета СПбГУ к руководителю Федеральной службы по надзору в сфере защиты прав потребителей и благополучия человека Российской Федерации Геннадию Онищенко, где анализировалась бездоказательность подобных рекомендаций. Однако просьба контрольной проверки документов, на основании которых препарат допущен в продажу и рекламируется, осталась неудовлетворённой.
В 2019 году после жалобы по поводу рекламы в социальной сети ВКонтакте ФАС признала нарушения в рекламе детского анаферона, из-за чего компания-производитель была оштрафована на 200 тысяч рублей. В рекламе под информацию о противопоказаниях было выделено лишь 0,2 % рекламной площади вместо 5 %, необходимых по закону для лекарственных средств.
Помимо препаратов «Анаферон» и «Анаферон детский» НПФ «Материа Медика Холдинг» выпускает и другие «релиз-активные» препараты, в числе которых «Импаза», «Тенотен» и «Эргоферон».
Препарат трижды признавался маркой года в России.

## Применение в СНГ и других странах
До 2012 года был включён в Российский Перечень жизненно необходимых и важнейших лекарственных препаратов. Исключён из перечня с 2012 года по просьбе производителя. Существует мнение, что исключение из списка было сделано для возможности повышения наценки на лекарство. Также в 2012 году анаферон был рекомендован в 7-ми приказах Минздрава для применения среди детей и взрослых при гриппе, ОРВИ, клещевом вирусном энцефалите, болезни Лайма и параличе Белла. В России закупается государственными больницами, в 2016 году было опубликовано 7 тендеров на закупку анаферона на общую сумму в 1,2 миллиона рублей. В частности, тендер на сумму 1 миллион рублей был вывешен Центром по профилактике и борьбе со СПИДом и инфекционными заболеваниями Минздрава Кабардино-Балкарской Республики.
По словам члена Комиссии РАН Александра Панчина, рынками сбыта препарата являются Россия, Украина, Казахстан и Монголия, а в Америке и в Европе анаферон не продаётся. Из-за невозможности контроля качества лекарственного средства с 2013 года запрещён к реализации, хранению и применению на территории Украины. В 2022 году украинская Гослекслужба заявила, что анаферон не помогает от гриппа, поскольку не содержит ни одного атома действующего вещества.
Среди гомеопатических препаратов в 2009 году анаферон занимал примерно 26,5 % рынка в России. В 2013 году бренд «Анаферон» вошёл в первую 20-ку по России по объёму продаж лекарственных средств с оборотом в 2,2 миллиарда рублей. А по данным RNC Pharma объёмы продаж одного только детского анаферона в России в 2016 году составили 1,9 миллиарда рублей.

### Документы
- Прокофьев, О. А. Инструкция по медицинскому применению препарата Анаферон : Р № 003362/01-061109 / ООО «Материа медика холдинг». — Министерство здравоохранения Российской Федерации, 2009. — 6 ноября. — 4 с.

### Дополнительные ссылки
- Официальный сайт препарата
- Недоспасов С. А. Презентация к лекции о работающих и неработающих лекарствах : [pdf]. — // Биологический факультет МГУ, 2018. — 18 апреля. — Дата обращения: 18.01.2020.
- Мищенко, Е. Чем нас лечат: Анаферон. От простуды до энцефалита : Четыре молекулы действующего вещества на миллион таблеток : [арх. 20 сентября 2020] // Indicator. — 2017. — 22 июня.